# Каляа-ель-Кебіра
Каляа-ель-Кебіра (араб. القلعة الكبرى) — місто в Тунісі у регіоні Сахель. Входить до складу вілаєту Сус. Знаходиться за 12 км від міста Сус. Станом на 2004 рік тут проживало 45 990 осіб.